# Гуцульський театр
Гуцу́льський самодія́льний теа́тр села́ Красної́лля — аматорський театральний колектив села Красноїлля Верховинського району. У 2010 році святкував 100-річчя.
Створений у 1910 році Гнатом Хоткевичем та групою аматорів акторів в селі Красноїлля на Гуцульщині. Народний, аматорський театр своїми постановками привніс нові й самобутні тенденції в культуру українського, тогочасного, суспільства. Здійснював гастролі по Галичині, Польщі (Краків), а частина трупи виступила на театральних підмостках Москви.

## Історія театру
28 серпня 1910 року на сцені Чорногірського двірка тоді ще у Жаб'ю-Слупійці гуцули вперше виступили з п'єсою польського письменника Юліана Коженьовського «Верховинці».
В той час головну роль Антосія Ревізорчука грав Михайло Сінітович, тепер — його правнук Роман. У цій п'єсі, що стільки літ не сходить зі сцени, задіяні також онук та ще один правнук Сінітовича-старшого, а також нащадки інших акторів.

## Зачатки
Навесні 1910 молодь гуцульського села Красноїлля створила драматичний гурток при місцевому осередку Товариства «Січ». Для постановки виставали запросила політичного емігранта з Наддніпрянської України письменника Гната Хоткевича, який перебував у Галичині з 1906. Він погодився, побачивши, що у в аматорів є природні акторські дані. У цьому театрі Г. Хоткевича зміг поєднати найкращі традиції театру Наддніпрянщини і фольклорного театру Гуцульщини. В результаті цього виник самобутній колектив з неповторним стилем.
Для цього театру органічно поєдналися такі автентичні чинники: самобутність гуцульських артистів; звичаї, ритуали, ігри, музика, пісні, танці, що склали драматургічну основу вистав; гуцульська говірка як мовний виразник; сценічні костюми, реквізит як знакові системи. Гуцульський театр зумів за короткий час пройти шлях від звичайного аматорського гуртка до напівпрофесійного мандрівного театру. Кількість поставлених гастрольних вистав у краї була більша тільки у професіонального театру товариства «Руська бесіда».
Репертуар створеного театру склали п'єса польського письменника Ю. Коженьовського «Верховинці» («Karpaccy górale»), яку переробив Г. Хоткевич та три оригінальні п'єси «Довбуш», «Гуцульський рік», «Непросте», написані Г. Хоткевичем. Всі ці п'єси були написані гуцульською говіркою, відображали життя гуцулів у всіх його часах і проявах. В них гуцульські артисти змогли проявити всі грані свого таланту. Серед багатьох так званих малоросійських труп з псевдонародним репертуаром, Гуцульський театр зумів піднести гуцульський фольклор до вершин поетичної образності і захопливої видовищності.

## Великі гастролі
У 1914 концертна група Гуцульського театру здійснила гастрольну поїздку до деяких міст Наддніпрянської України (Харків, Одеса) та до Москви. Глядачам були представлені автентичні гуцульські танці, пісні, колядки, казки, гра на традиційних музичних інструментах. Крім вистав глядачам демонструвалися екзотичні гуцульські страви та вишукані вироби декоративно-вжиткового мистецтва, що виготовлялися в організованій Г. Хоткевичем гуцульській майстерні. Гастрольні вистави були доброзичливо сприйняті глядачем і сприяли популяризації Гуцульщини та її самобутнього мистецтва, духовно-культурному єднанню розділених кордонами західних і східних українців.

## Третє відродження
В гуцульському театрі грають 39 артистів-аматорів, є доросла та молодіжна групи. Театр — лауреат багатьох фестивалів і має звання «Народного». А «Верховинці», «Непросте» та «Гуцульський рік» залишаються в репертуарі й досі. Готують вистави «Я повернусь» та «В ніч на Святого Миколая» й дитячі постановки. І, як уже звикла традиція, поїздки, гастролі. Хоча багато акторів час від часу мусять покидати село у пошуках зарібку в столиці чи за кордоном, але, незважаючи ні що, як майже століття тому, три рази в тиждень поспішають горяни на репетиції.